# Apollonios Dyskolos
Apollonios Dyskolos, ("den svårmodige"), grammatiker från Alexandria under 200-talet.
Apollonios levde under en tid i Rom och var där en ansedd lärare. Han var på klassiskt språkområde den vetenskapliga grammatikens egentlige grundare. Bland Apollonios många skrifter finns Om syntax, Om pronomen, Om konjunktionerna och Om adverben.